# COS-7

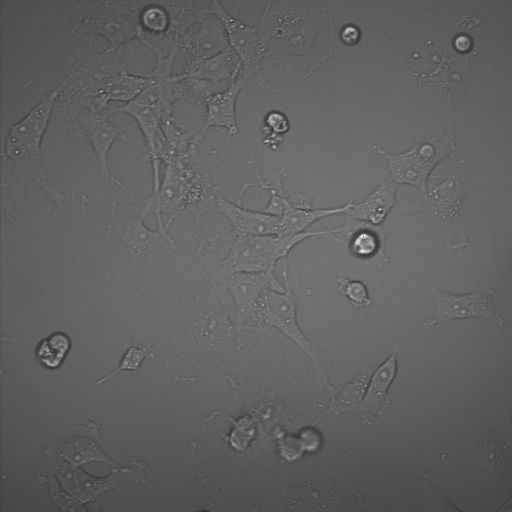
COS-7細胞

COS-7 (亦稱ATCC CRL-1651、CV-1 in Origin Simian-7) 是在1980年代初期發現的非洲綠猴腎細胞系，最初是經帶有編碼野生型T抗原的起始失活突變的猿猴空泡病毒40轉染而建立，具有成纖維細胞樣和病毒敏感性的獨特特徵。穩定的細胞系是轉運體相互作用研究及體外評價藥物候選物的理想模型，其中常用的其中一個宿主細胞系就是COS-7細胞。COS-7細胞也會應用在細胞基因轉錄的研究及DNA質體轉染實驗，從而分析類固醇生成基因、類固醇受體的功能及類固醇對功能分子的作用。COS-7是源自非類固醇生成器官的非類固醇生成細胞，然而有研究表明COS-7細胞可將3H-睪酮代謝為3H-雄烯二酮。

## 外部連結
- Cellosaurus entry for COS-7（页面存档备份，存于）